# Булгаковка (Ульяновська область)
Булгаковка (рос. Булгаковка) — присілок в Ніколаєвському районі Ульяновської області Російської Федерації.
Населення становить 25 осіб. Входить до складу муніципального утворення Нікулинське сільське поселення.

## Історія
Від 2004 року входить до складу муніципального утворення Нікулинське сільське поселення.

## Населення
| 2010 |
| ---- |
| 25   |